# Феномен Юзефа Ткачука

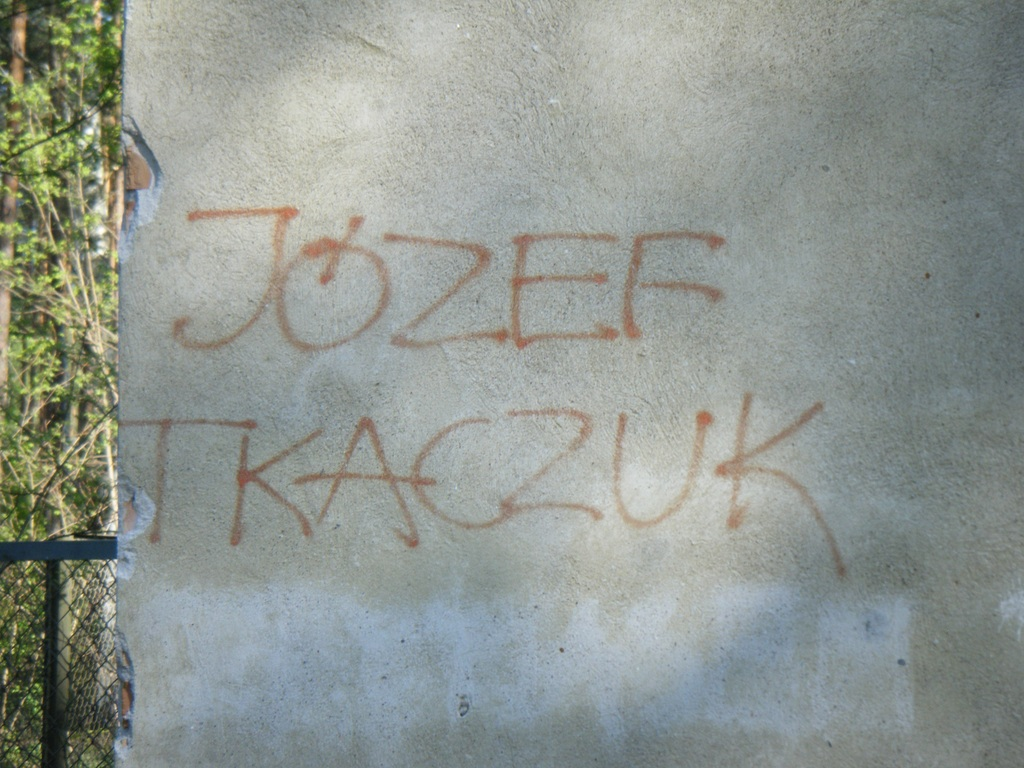
Надпись «Юзеф Ткачук» на стене в Лоретто (мазовецкое воеводство)

Феномен Юзефа Ткачука (пол. fenomen Józefa Tkaczuka, fenomen JT) — этнографический и социологический феномен в виде надписей на стенах варшавской Саской Кемпы и Горохува (а затем во всей Польше и во многих местах мира, где бывали поляки), появившийся на рубеже 80-х — 90-х годов XX века и являющийся своеобразным событием в молодежном граффити.
Надписи с этим именем появляются чаще всего сезонно, например, в период избирательных кампаний парламентских или президентских выборов: «Ткачука в президенты», «Ткачук — наш кандидат», «Ткачук — хороший президент, демократ и турок». В период парламентских выборов 1993 года этот феномен превратился в хеппенинг — Юзеф Ткачук имел свои плакаты, как кандидат с № 68, и свою избирательную программу. Надписи этого типа также приписывали на предвыборные плакаты других кандидатов или политических партий.
Популярный тип надписи — «Я был здесь. Юзеф Ткачук» (также в форме «Юзеф Ткачук был здесь» или без имени, только с фамилией), появляется как в Польше, так и за рубежом (например, в Словакии, Венгрии, Великобритании, Франции, Испании, Египте).
В октябре 1994 года надпись «Где Юзеф Ткачук?» была использована в рекламной кампании сигарет Winns, а в 2014 в рекламе одной из телекоммуникационных компаний появился бюст Юзефа Ткачука.

## История явления
Юзеф Ткачук был техником, работающим в начальной школе № 15, расположенной на Ангорской улице в Саской Кемпе. Ученики дали ему прозвище «турок», которое позже появляется во многих надписях в городском пространстве Варшавы. Рох Сулима, анализируя феномен ЮТ в «Antropologia codzienności» (Антропология повседневности) приводит интервью с людьми, которые были знакомы с этим техником, в частности, с учениками, которые были создателями феномена, директором школы, а также самим Юзефом Ткачуком. Изначально ученики создавали надписи «Турок» или «Юзеф Ткачук. Турок. Przednia straż» с целью оскорбления, а в более поздний период — из идеологических соображений, в основном, со стороны двух создателей явления — Марека Корашевского и Петра Нодзыковского. Последний за размещение одной из таких надписей в трамвае получил денежный штраф и был приговорен к двум годам лишения свободы, но позже был освобожден досрочно.

## Анализ феномена
По словам Сулимы, размещение надписей с именем Юзефа Ткачука несет функцию изменения информационного облика города, объединение собственных ценностей с теми, которые в нём находились, что свойственно и другим надписям на объектах общественного пространства. Размещение чьего-то имени рядом с автором — это ритуал, близкий к сжиганию чучела в первобытных культурах, использование чьего-то имени означает овладение им.
Позже надписи начали появляться в различных местах в Польше и в мире в различных контекстах, создавая городскую легенду. В настоящее время в эпоху развития Интернета это имя снова стало популярным. Помещение этого имени в одном предложении с президентом страны может означать, в семантическом смысле, деградацию понятия президентства, а значит, оно относится не только к самому Ткачуку, но и означает критику социальной структуры или социальной системы, при этом наиболее ясная их функция — это пародия на сам ритуал выборов.
Начало 90-х годов было периодом системной трансформации, что привело к формированию нового пространства имен, например переименованию названий улиц или понятий. Периоды перемен такого рода способствуют, по мнению некоторых антропологов культуры, склонности к созданию контрструктуры. По словам Сулимы, приписывание к именам в пространстве города по типу «Улица Храбрых Ткачуков» было одним из проявлений формирования контрструктуры и проявление лиминальности.
Имя Ткачука распространилось на другие сферы: были созданы комиксы с Ткачуком как с главным героем: «Секс Ткачук», «Товарищ Ткачук», а также репортажи, трансляций и рассказы.
В социологии феномен Юзефа Ткачука рассматривается как пример вирусного феномена.